# Godwin (Karolina Północna)
Godwin – miasto w Stanach Zjednoczonych, w stanie Karolina Północna, w hrabstwie Cumberland.